# 里奥帕尔杜-迪米纳斯
里奥帕尔杜－迪米纳斯是巴西米纳斯吉拉斯州的一个市镇。总面积3118.672平方公里，总人口28633人，人口密度9.2人/平方公里。